# Стивенс, Энда
Э́нда Джон Сти́венс (англ. Enda John Stevens; родился 9 июля 1990, Дублин) — ирландский футболист, левый защитник клуба «Сток Сити» и национальной сборной Ирландии.

## Клубная карьера
Уроженец Дублина, Энда Стивенс начал играть в футбол в местном клубе «Черри Орчард». Параллельно он играл в гэльский футбол. С 2006 по 2008 года играл за клуб «Юниверсити Колледж Дублин». В конце 2008 года был отпущен клубом, после чего проходил просмотр в английских клубах «Ноттингем Форест», «Халл Сити», «Стокпорт Каунти» и «Йовил Таун», но в итоге подписал контракт с ирландским «Сент-Патрикс Атлетик». В то время выступал на позициях центрального или левого защитника. В марте 2009 года состоялся его профессиональный дебют за клуб в матче против «Корк Сити». Вскоре стал игроком стартового состава, закрепившись на позиции левого защитника. Провёл 6 матчей в рамках отборочных раундов и раунда плей-офф Лиги Европы УЕФА сезона 2009/10.
В декабре 2009 года подписал контракт с ирландским клубом «Шемрок Роверс». 21 марта 2010 года дебютировал за «Роверс» в чемпионате в матче против «Дандолка». Помог команде выиграть чемпионские титулы в 2010 и 2011 году. В сезоне 2011/12 «Шемрок Роверс» впервые в своей истории сыграл в групповом этапе Лиги Европы, а Стивенс сыграл в нём все шесть матчей. В 2011 году Стивенс получил награду лучшему молодому игроку года в Ирландии по версии Ассоциации профессиональных футболистов Ирландии (PFAI Young Player of the Year).
31 августа 2011 года стал игроком английского клуба «Астон Вилла», подписав с бирмингемской командой трёхлетний контракт. По условиям соглашения, он остался в «Шемрок Роверс» до конца 2011 года чтобы помочь ирландскому клубу в его еврокубковой кампании. После того, как «Роверс» выбыл из борьбы за Лигу Европы, «Астон Вилла» объявила о том, что Стивенс присоединяется к бирмингемской команде с 3 января 2012 года. Первые полгода ирландец провёл в резервной команде «Виллы». В основном составе «Астон Виллы» Стивенс дебютировал 28 августа 2012 года в матче Кубка Футбольной лиги против «Транмир Роверс». 3 ноября 2012 года ирландский защитник дебютировал в английской Премьер-лиге в матче против «Сандерленда», заменив Эрика Лихая на 72-й минуте. Неделю спустя Стивенс впервые вышел в стартовом составе «Виллы» в Премьер-лиге в матче против «Манчестер Юнайтед». Всего в сезоне 2012/13 Стивенс провёл за «Виллу» в Премьер-лиге 7 матчей.
С 2013 по 2015 год Стивенс, будучи игроком «Астон Виллы», выступал на правах аренды за Ноттс Каунти», «Донкастер Роверс» (дважды) и за «Нортгемптон Таун».
15 июня 2015 года Энда Стивенс подписал двухлетний контракт с «Портсмутом». Провёл в клубе два сезона, сыграв 90 матчей в рамках Лиги 2. В апреле 2017 года был включён в состав символической «команды года» Английской футбольной лиги.
В мае 2017 года ирландец перешёл в «Шеффилд Юнайтед», подписав с клубом трёхлетний контракт. В сезоне 2018/19 помог «клинкам» занять второе место в Чемпионшипе, обеспечив возвращение в Премьер-лигу после 12-летнего отсутствия.
В июле 2023 года подписал контракт на один год с клубом «Сток Сити».

## Карьера в сборной
В 2011 году Стивенс дебютировал в составе сборной Ирландии до 21 года. С 2018 года выступает за главную сборную Ирландии.

## Достижения

### Командные достижения
Шемрок Роверс
- Чемпион Ирландии: 2010, 2011
- Обладатель Кубка Setanta Sports: 2011

Портсмут
- Победитель Лиги 2: 2016/17[14]

Шеффилд Юнайтед
- Второе место в Чемпионшипе (выход в Премьер-лигу): 2018/19[15]

### Личные достижения
- Молодой игрок года в Ирландии по версии Ассоциации профессиональных футболистов Ирландии: 2011
- Член «команды года» Английской футбольной лиги: 2016/17
- Член «команды года» в Лиге 2 по версии ПФА: 2016/17